# Кидошенков, Николай Васильевич
Николай Васильевич Кидошенков (28 апреля (10 мая) 1828—10 (23) сентября 1905) — русский государственный деятель, сенатор, действительный тайный советник.

## Биография
Родился 28 апреля (10 мая) 1828 года. В ряде источников год рождения — 1826; в «Отчёте Императорского Московского университета» указано, что в 1847 году ему было 19 лет.
Окончил Владимирскую гимназию и юридический факультет Московского университета. В октябре 1852 года поступил на службу в Министерство финансов. В 1861 году состоял (в чине коллежского асессора) советником хозяйственного отделения казённой палаты государственных имуществ Тамбовской губернии. Затем он был управляющим Виленской палаты государственных имуществ.
В 1868—1879 годах был управляющим Главным казначейством Министерства финансов; во время Русско-турецкой войны 1877—1878 гг. — главный казначей действующей армии; формировал казначейство в Болгарии. В 1884 году — председатель Главного выкупного учреждения.

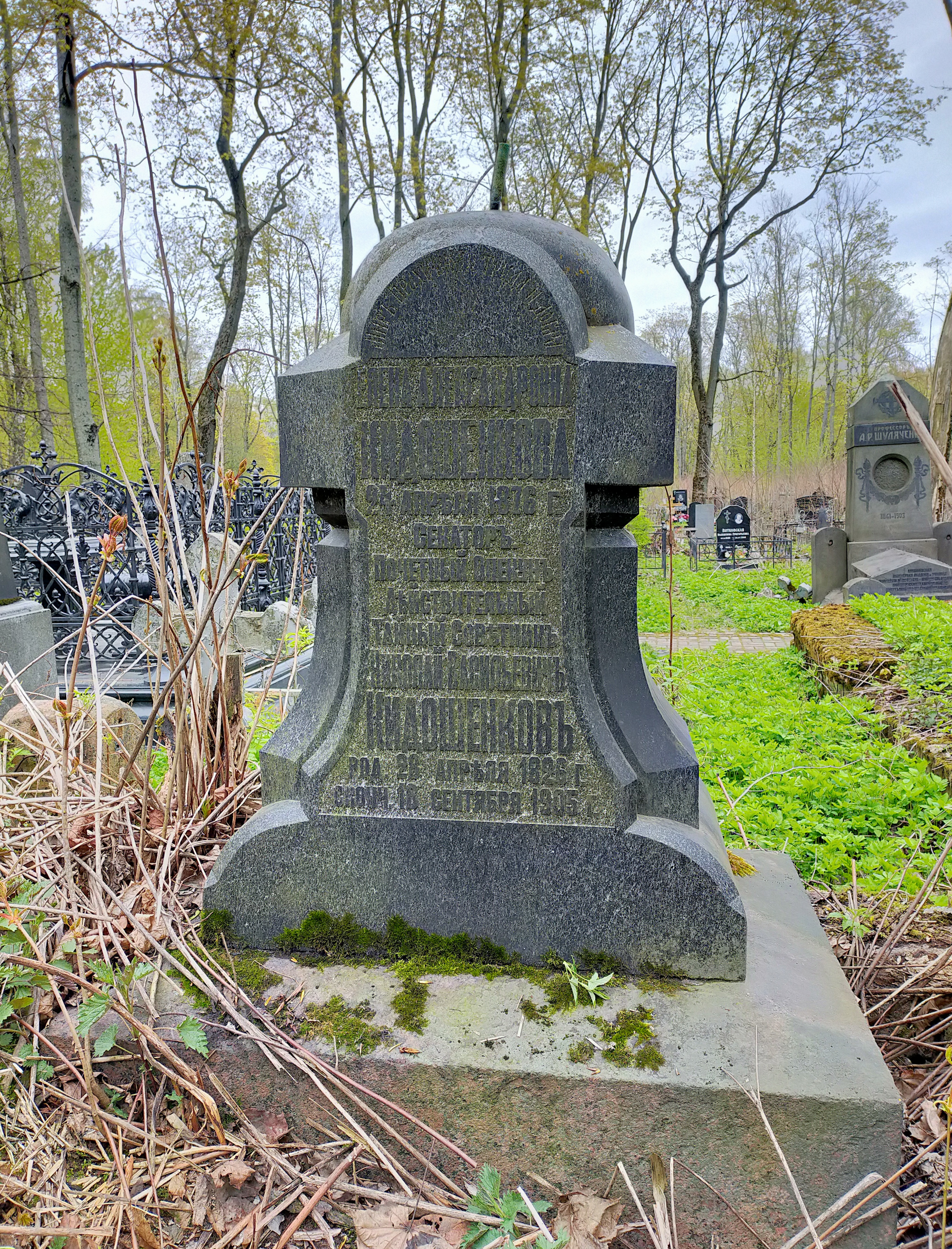
Могила Н. В. Кидошенкова и его первой жены, Волковское православное кладбище

В 1870 году произведён в действительные статские советники, в 1877 году — в тайные советники, в 1903 года — в действительные тайные советники.
В 1880—1890-х годах был членом Опекунского совета Ведомства императрицы Марии, управляющим Мариинской и Александровской больницами для бедных в Петербурге, Петербургским воспитательным домом (с 10 июля 1886).
Был назначен сенатором 1 января 1898 года.
С 1868 года был членом Литературного фонда; состоял также членом Русского географического общества. Кидошенков был близким знакомым М. Е. Салтыкова-Щедрина, в начале 1880-х годов — постоянный партнер его по карточной игре.
Умер 10 (23) сентября 1905 года Похоронен на Волковском православном кладбище вместе со своей первой женой, Еленой Александровной (ум. 24 апреля 1876 года).
Был женат вторым браком на Ольге Петровне Дириной, у которой от её первого брака с Василием Ивановичем Аничковым (ум. в 1881 году) были сыновья Иван Васильевич и Евгений Васильевич Аничковы. Ольга Петровна Кидошенкова была известна как деятельный член Совета Попечительства о слепых.

## Награды
Был награждён орденами Российской империи, до ордена Св. Александра Невского:
- орден Св. Станислава 2-й ст. с императорской короной (1860)
- орден Св. Анны 2-й ст. (1863)
- орден Св. Владимира 4-й ст. (1865)
- орден Св. Владимира 3-й ст. (1872)
- орден Св. Станислава 1-й ст. (1875)
- орден Св. Анны 1-й ст. с мечами (1878)
- орден Св. Владимира 2-й ст. (1882)
- орден Белого орла (1889)
- орден Св. Александра Невского (01.01.1901).

Также имел румынский орден Звезды 3-й ст. с мечами (1879).